# Войцехово (Мазовецьке воєводство)
Войцехово (пол. Wojciechowo) — село в Польщі, у гміні Семьонтково Журомінського повіту Мазовецького воєводства.
Населення — 57 осіб (2011).
У 1975—1998 роках село належало до Цехановського воєводства.

## Демографія
Демографічна структура станом на 31 березня 2011 року:
|          | Загалом | Допрацездатний вік | Працездатний вік | Постпрацездатний вік |
| -------- | ------- | ------------------ | ---------------- | -------------------- |
| Чоловіки | 31      | 7                  | 21               | 3                    |
| Жінки    | 26      | 5                  | 15               | 6                    |
| Разом    | 57      | 12                 | 36               | 9                    |